# Kulisitofa Kite
Kulisitofa Kite (ur. 17 stycznia 2003 na Tonga) – tongijski piłkarz grający na pozycji napastnika w tongijskim klubie Veitongo FC oraz reprezentacji Tonga.
W swojej karierze grał także w innym klubie z Tonga: Lavengatonga FC. W kadrze narodowej zadebiutował 18 listopada 2023 przeciwko Nowej Kaledonii. Pierwsza bramkę zdobył 20 marca 2024 w meczu z Samoa.